# Edvard Bræin
Edvard Fliflet Bræin (født 23. august 1924 i Kristiansund, død 30. april 1976 i Oslo Norge) var en norsk komponist og dirigent.
Bræin studerede hos Bjarne Brustad og Jean Rivier. Han har komponeret tre symfonier, orkesterværker, operaer, kammermusik og klaverstykker etc.
Bræin komponerede i en personlig romantisk stil inspireret af norsk folklore.

## Udvalgte værker
- Symfoni nr. 1 (1950) - for orkester
- Symfoni nr. 2 (1954) - for orkester
- Symfoni nr. 3 (1968) - for orkester
- "Anne Pedersdotter" (1971) - opera
- "Den Stundesløse" (1975) - opera
- "Divertimento" (1962) - for klarinet, violin, bratsch og cello
- "Trio" (1964) - for violin, bratsch og cello